# Sagaing
Sagaing (burmansko စစ်ကိုင်းမြို့; MLCTS: cac kuing: mrui, izgovarjava: [zəɡáiɴ mjo̰]) je glavno mesto regije Sagaing v Mjanmarju. Leži ob reki Iravadi, 20 km jugozahodno od Mandalaja na nasprotnem bregu reke. S številnimi budističnimi samostani je pomembno versko in samostansko središče. Pagode in samostani stojijo na številnih gričih ob grebenu, ki teče vzporedno z reko. Do osrednje pagode Sun U Ponja Šina 240 metrov visokega hriba vodijo stopnice.

## Zgodovina
Sagaing je dobil ime po drevesu, ki visi čez reko. Leta 1315 je postal prestolnica neodvisnega šanskega kraljestva, ki je bilo eno manjših kraljestev, ki so nastala po padcu paganske dinastije. Kmalu zatem je leta 1364 Tado Minbja, vnuk ustanovitelja mesta, preselil glavno mesto v Avo. V obdobju od 1364 do 1555 je bilo mesto skupni fevd princev ali višjih knezov. Med letoma 1760 in 1764, ko je vladal kralj Naungdodži, je bil Sagaing glavno mesto burmanskega cesarstva.
8. avgusta 1988 so bile v mestu demonstracije, v katerih je bilo ubitih okoli 300 civilistov. 
Danes je mesto s približno 70.000 prebivalci del metropolitanskega območja Mandalaja z več kot 1.022.000 prebivalcev po podatkih iz leta 2011. Mesto je pogost turistični cilj. 
V njem je sedež zavoda za šolstvo in kolidža.

## Lega
Mesto leži približno 20 km jugozahodno od Mandalaja v bližini nekdanjega kraljevega mesta Ava ob reki Iravadi. Most Ava, dolg 700 m, so zgradili Britanci in s 16 velikimi loki prečka reko Iravadi in povezuje Mandalaj s Sagaingom. Most je bil do leta 1998 edini most, ki je prečkal 2170 km dolgo reko.

## Znamenitosti
- Pagoda Htupajon
- Pagoda Ongmjeloka (Eindoja), zgrajena leta 1783, zgradil jo je kralj  Bodopaja; podobna je pagodi Švezigon v Njaung Uju (Bagan)
- Jama Tilokaguru: jama tempelj z lepimi starodavnimi freskami iz leta 1672, ki je, čeprav je bila pred 80 leti poškodovana zaradi ognja,  še vedno vredna ogleda

- Pagoda Ngadatči
- Pagoda Konghmudo (znana tudi pod imenom Pali Rajamanikula), približno 10 km zahodno od mesta: zgrajena je bila v čast imenovanja Zagaina za glavno mesto po zgledu Mahaceti-Stipa na Šrilanki leta 1636. To je največja pagoda, visoka 46 metrov. Okoli pagode je 812 kamnitih stebrov, v katerih so bile v oljenke. V 120 nišah so podobe natov. Na tri metre visokem marmornem kamnu je opisana zgodba stavbe templja
- Pagoda Datpongzu
- Pagoda U Min Tonze, Pagoda 30 jam. Na stebrišču, ki ima obliko polmeseca, je 45 kipov Bude, oblečenih v zlate halje. Stene so okrašene s steklenimi mozaiki, tla so prekrita s ploščicami z geometrijskimi vzorci
- Pagoda U Min Kjokse
- Pagoda Lokakmankin
- Pagoda Mipokči
- Pagoda Tupajon, zgrajena leta 1444, delno je bila uničena v potresu leta 1838
- Pagoda Hsinmjašin, tudi Pagoda mnogih slonov, se imenuje po kipih slonov na vhodih, zgrajena je bila leta 1429
- Pagoda Sun U Ponja Šin, zgrajena 1312. Zajci in žabe iz brona simbolizirajo inkarnacije Bude in se uporabljajo kot nabiralniki

- Samostan Pa-Ba-Čaung
- Trdnjava Asekan (Fort Savage)
- Trdnjava Tabjedan
- Trdnjava Sinžone

## Ljudje
- Situ Čohtin, kralj Ave (1552-1555)
- Ču Julang, princ Džu, zadnji  iz dinastije Ming, živel v izgnanstvu v Zagainu leta 1661
- Maurice Collis, avtor  Trials in Burma, je bil okrajni komisar okrožja Zagain leta  1928

## Slike
- Reka Iravadi z griča Sagaing
- Pagode okrog Sagainga
- Pagoda - Jama U Min Tonze
- Pagoda Sun U Ponja Šin, grič Sagaing
- Samostan in stupa z griča Sagaing
- Stupa z griča Sagaing
- Detajl stupe
- Stupa
- Pagoda U Min Tonze
- Samostan in stupa
- Grič Sagaing
- Detajl stupe
- Podoba Bude
- Ženski samostan Zaja Teindži: velika dvorana